# Felipe de Melún
Felipe de Melún, o también Felipe de Meleun, (Bría, 1316-Sens, 1345) fue un clérigo francés originario del condado de Bría, archidiácono de Reims, arzobispo de Châlons-sur-Marne (1335-1339) y de Sens (1339-1345), que también ejerció cargos seculares como canciller del reino de Navarra (1329-1332) y gobernador de Languedoc. Era pariente, quizá primo, de Felipe III de Navarra lo cual favoreció su posición y nombramiento, junto a Enrique de Sully, botellero de Francia y también primo hermano, y Aymar de Archiac, como gobernadores del reino durante la ausencia de los monarcas. En realidad, tanto Felipe de Melún como Enrique de Sully tenían una experiencia en política que propició que fueran muy activos también en el gobierno de los últimos capetos, además de consejeros de la casa de Evreux-Navarra en cuestiones de gobierno tanto del condado como del reino. 

## Biografía
Miembro de una familia compuesta de numerosas personalidades al servicio de la corona de Francia de los Valois, era señor de Saint-Maurice-sur-Aveyron y de Aillant-sur-Milleron. Su hermano mayor, el vizconde Juan de Melún, era chambelán de Felipe VI de Francia. Nacido en el condado de Bría tenía el título universitario en leyes. 
Desde, al menos, 1319 y hasta 1341, se encuentra al servicio de Felipe de Évreux y de Juana II de Navarra, al mismo tiempo que es una figura destacada dentro del reinado de Felipe V de Francia y I de Navarra como su primo Enrique de Sully. En 1328 fue enviado a Navarra para preparar la aceptación y llegada de los nuevos reyes, Felipe y Juana. Su habilidad negociadora ya se había demostrado previamente, en el contexto del cambio dinástico en el trono francés, cuando negoció en nombre de Felipe de Evreux y de Juana de Evreux, «los términos de un nuevo acuerdo relativo a la sucesión de los condados de Champaña y Bría.» Por ello, tras concertarse en Anet los capítulos matrimoniales de la infanta María con Pedro IV de Aragón (6 de enero de 1337) y celebrarse el matrimonio al año siguiente (25 de julio de 1338), fue enviado junto al mariscal de Francia a las Cortes de Castilla y de Portugal, en septiembre de 1337.

### Trayectoria eclesiástica
En 1316 era canónigo en Chartres. En 1317 lo era también en Châlons-en-Champagne, Poitiers y Saint-Pierre-aux-Hommes de Orleans. Para 1335 ya era archidiácono de Reims. Su trayectoria eclesiástica finalizó en Sens (1339-1345), como sucesor de su hermano Guillaume que había ocupado esta sede entre 1325 y 1329; fue su propio sobrino, Guillaume, quien le sucedió. Falleció en 1345.